# Башкиров, Сергей Геннадьевич (футболист)
Сергей Геннадьевич Башкиров (укр. Сергій Геннадійович Башкиров; 11 марта 1959, Шумерля, Чувашия — 19 сентября 2023, Днепр) — советский и украинский футболист, полузащитник, защитник; тренер. Мастер спорта СССР (1984).

## Карьера
Воспитанник юношеской команды СК «Звезда» Шумерля. В высшей лиге чемпионата СССР дебютировал в 1979 году в составе «Пахтакора», в который был переведён из московского «Спартака» после гибели ташкентской команды в авиакатастрофе. В 1980—1983 годах играл в Первой и Второй лигах. В 1984 году перешёл в днепропетровский «Днепр», в составе которого за пять лет стал чемпионом, серебряным и дважды бронзовым призёром чемпионата СССР и обладателем кубка СССР. В 1989—1991 годах играл в запорожском «Металлурге», в 1991/92 — в клубе 3 дивизиона Польши МЗКС (Василькув). В 1992 году провёл 3 матча за «Металлург» в чемпионате Украины. Карьеру завершил в клубе из низших дивизионов Германии «Рот-Вайсс» Оберхаузен.
С 1997 года трудился тренером. Вместе с Олегом Тараном, с которым женаты на сёстрах-близнецах, работал в «Металлурге» и «Кривбассе».
Скончался 19 сентября 2023 года. Похоронен 21 сентября 2023 года на Запорожском кладбище Днепра.

## Достижения
- Чемпион СССР: 1988
- Серебряный призёр чемпионата СССР: 1987
- Бронзовый призёр чемпионата СССР (2): 1984, 1985
- Обладатель Кубка СССР: 1989
- В списке 33 лучших футболистов (1): 1987 — № 3